# Ōza 2018
L'Ōza 2018 è stata la sessantaseiesima edizione del torneo goistico giapponese Ōza.

## Svolgimento

### Fase preliminare
La fase preliminare serve a determinare chi accede al torneo per la selezione dello sfidante. Consiste in una serie di tornei preliminari iniziali, i cui vincitori si qualificano al torneo per la determinazione dello sfidante.
- W indica vittoria col bianco
- B indica vittoria col nero
- X indica la sconfitta
- +R indica che la partita si è conclusa per abbandono
- +N indica lo scarto dei punti a fine partita
- +F indica la vittoria per forfeit
- +T indica la vittoria per timeout
- +? indica una vittoria con scarto sconosciuto
- V indica una vittoria in cui non si conosce scarto e colore del giocatore

|  | Primo turno        | Primo turno        | Primo turno |  |  | Secondo turno    | Secondo turno    | Secondo turno    |  |                | Semifinali     | Semifinali   | Semifinali |  |  | Finale | Finale | Finale |
|  |                    |                    |             |  |  |                  |                  |                  |  |                |                |              |            |  |  |        |        |        |
|  | Ryo Ichiriki       | Ryo Ichiriki       | B+R         |  |  |                  |                  |                  |  |                |                |              |            |  |  |        |        |        |
|  | Shinji Takao       | Shinji Takao       |             |  |  | Ryo Ichiriki     | Ryo Ichiriki     | B+R              |  |                |                |              |            |  |  |        |        |        |
|  | Makoto Son         | Makoto Son         |             |  |  | Rin Kono         | Rin Kono         |                  |  |                |                |              |            |  |  |        |        |        |
|  | Rin Kono           | Rin Kono           | W+R         |  |  |                  |                  |                  |  | Ryo Ichiriki   | Ryo Ichiriki   | B+R          |            |  |  |        |        |        |
|  | Daisuke Murakawa   | Daisuke Murakawa   | B+R         |  |  |                  | Daisuke Murakawa | Daisuke Murakawa |  |                |                |              |            |  |  |        |        |        |
|  | Rin Shien          | Rin Shien          |             |  |  | Daisuke Murakawa | Daisuke Murakawa | W+R              |  |                |                |              |            |  |  |        |        |        |
|  | Toramaru Shibano   | Toramaru Shibano   |             |  |  | Naoto Hikosaka   | Naoto Hikosaka   |                  |  |                |                |              |            |  |  |        |        |        |
|  | Naoto Hikosaka     | Naoto Hikosaka     | W+2,5       |  |  |                  |                  |                  |  |                | Ryo Ichiriki   | Ryo Ichiriki | B+R        |  |  |        |        |        |
|  | Naoki Hane         | Naoki Hane         | B+R         |  |  |                  | Katsuya Motoki   | Katsuya Motoki   |  |                |                |              |            |  |  |        |        |        |
|  | Tomochika Mizokami | Tomochika Mizokami |             |  |  | Naoki Hane       | Naoki Hane       |                  |  |                |                |              |            |  |  |        |        |        |
|  | Yuta Matsura       | Yuta Matsura       |             |  |  | Katsuya Motoki   | Katsuya Motoki   | W+3,5            |  |                |                |              |            |  |  |        |        |        |
|  | Katsuya Motoki     | Katsuya Motoki     | W+1,5       |  |  |                  |                  |                  |  | Katsuya Motoki | Katsuya Motoki | B+0,5        |            |  |  |        |        |        |
|  | Cho U              | Cho U              |             |  |  |                  | Kyo Kagen        | Kyo Kagen        |  |                |                |              |            |  |  |        |        |        |
|  | Yu Zhengqi         | Yu Zhengqi         | W+0,5       |  |  | Yu Zhengqi       | Yu Zhengqi       |                  |  |                |                |              |            |  |  |        |        |        |
|  | Kyo Kagen          | Kyo Kagen          | W+R         |  |  | Kyo Kagen        | Kyo Kagen        | W+R              |  |                |                |              |            |  |  |        |        |        |
|  | Satoru Kobayashi   |                    |             |  |  |                  |                  |                  |  |                |                |              |            |  |  |        |        |        |

### Finale
La finale è una sfida al meglio delle cinque partite.